# Интерфакс
Интерфакс је независна руска новинска агенција. Основана је 1989. године и била је прва независна новинска агенција Совјетског Савеза. Ове агенција се првенствено бави вијестима из Европе и Азије. Њено сједиште се налази у Москви.
Ова новинска агенција има представништва у Лондону, Њујорку, Франкфурту, Хонгконгу, Денверу, Москви, Варшави, Будимпешти, Прагу, Кијеву, Минску и Алма Ати.
Објављује вијести из Русије, бивших држава СССР-а као и бивших чланица Варшавског пакта.